# سیمون یانچوسکی
سیمون یانچوسکی (انگلیسی: Simon Janczewski; ۲۶ ژانویهٔ ۱۹۲۶ – ۵ ژانویهٔ ۱۹۸۹) بازیکن فوتبال اهل فرانسه بود.
از باشگاه‌هایی که در آن بازی کرده‌است می‌توان به باشگاه فوتبال سوشو اشاره کرد.